# Суржа (село)
Су́ржа — село в Україні, в Кам'янець-Подільському районі Хмельницької області.

## Географія
Подільське село Суржа розташоване на відстані 7 кілометрів автошляхами від міста Кам'янець-Подільський в південно-західній Україні. Через село протікає річка Суржа.

## Історія
Перша письмова згадка про село датується 1410 роком, під назвою «Вигода». Далі звістки про село зникають.
Сучасне село засноване в 1840-х роках.
Внаслідок поразки визвольних змагань на початку XX століття, село надовго окуповане російсько-більшовицькими загарбниками.
Радянська окупація принесла колективізацію та розкуркулення, мешканці села зазнали репресій.
В 1932–1933 селяни села пережили сталінський геноцид, зазнали репресій.
З 1991 року в складі незалежної України.
24 грудня 2019 року шляхом об'єднання сільських рад Кам'янець-Подільського району село Суржа увійшло до складу Орининської сільської громади, до цього органом місцевого самоврядування була Кадиївська сільська рада.

## Населення
Населення становить 206 осіб станом на 2001 рік.

## Охорона природи
Село лежить у межах національного природного парку «Подільські Товтри».

## Галерея

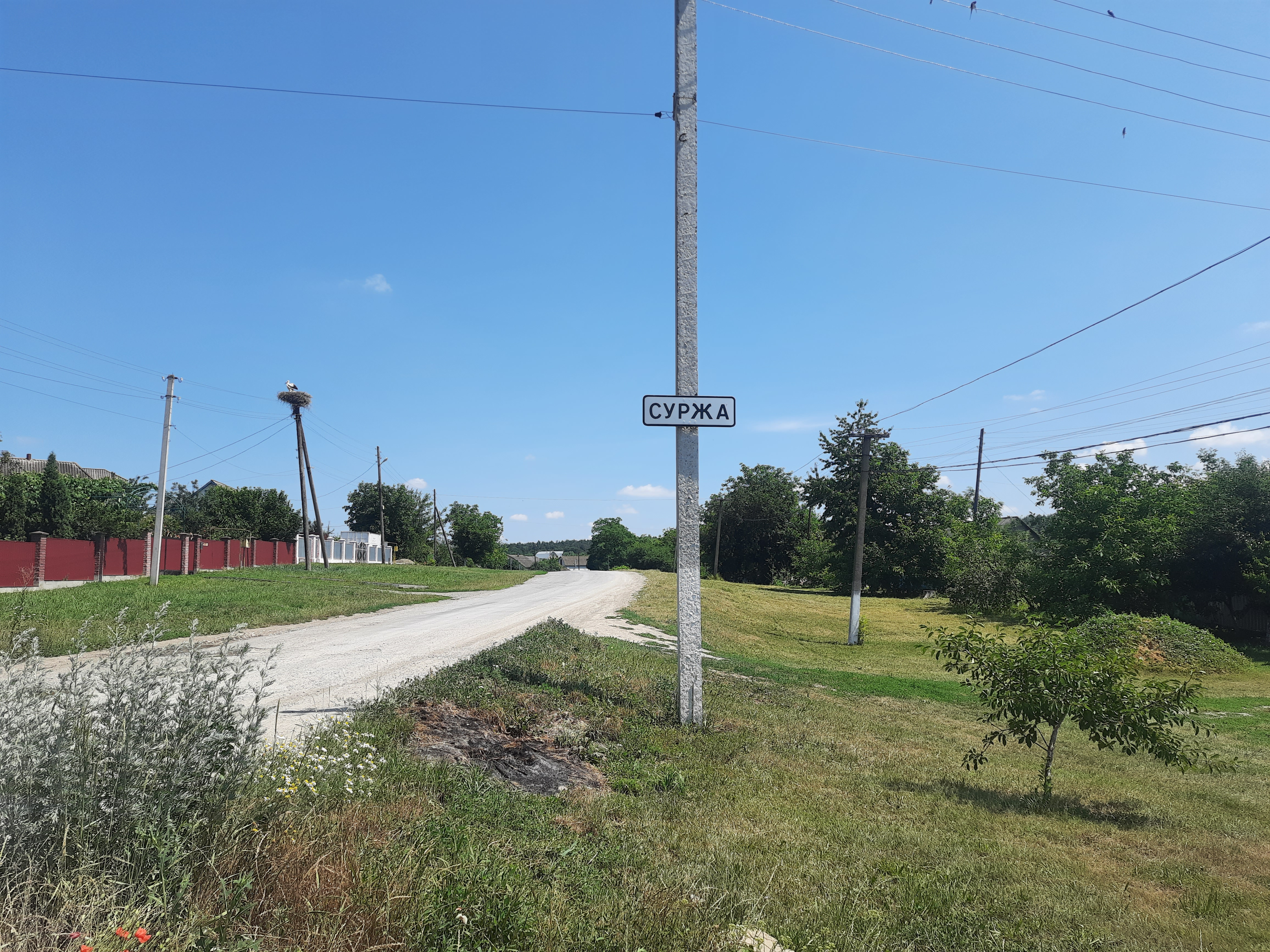
В'їзд у село
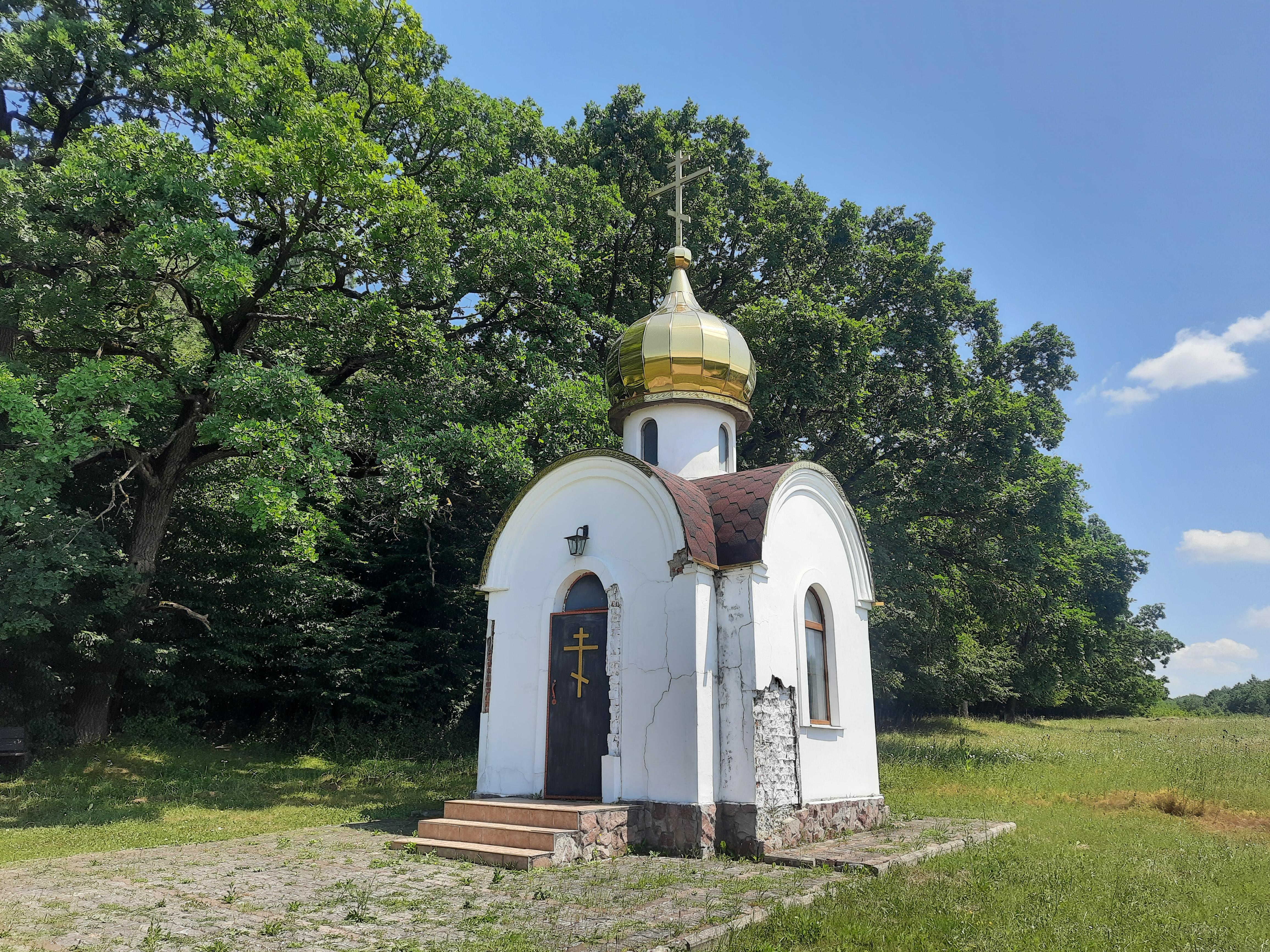
Каплиця Святого Пателеймона
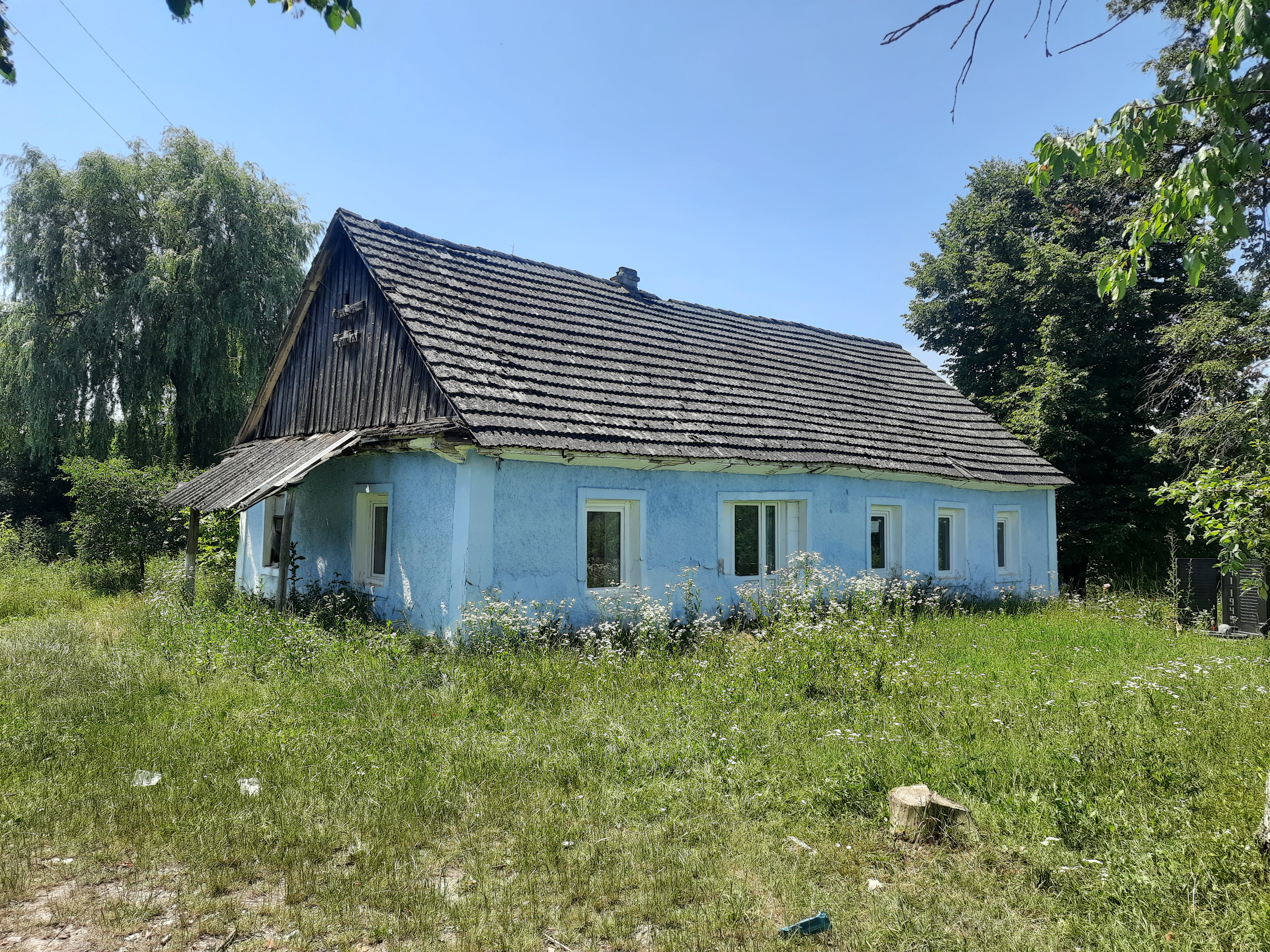
Будівля колишньої школи початкових класів
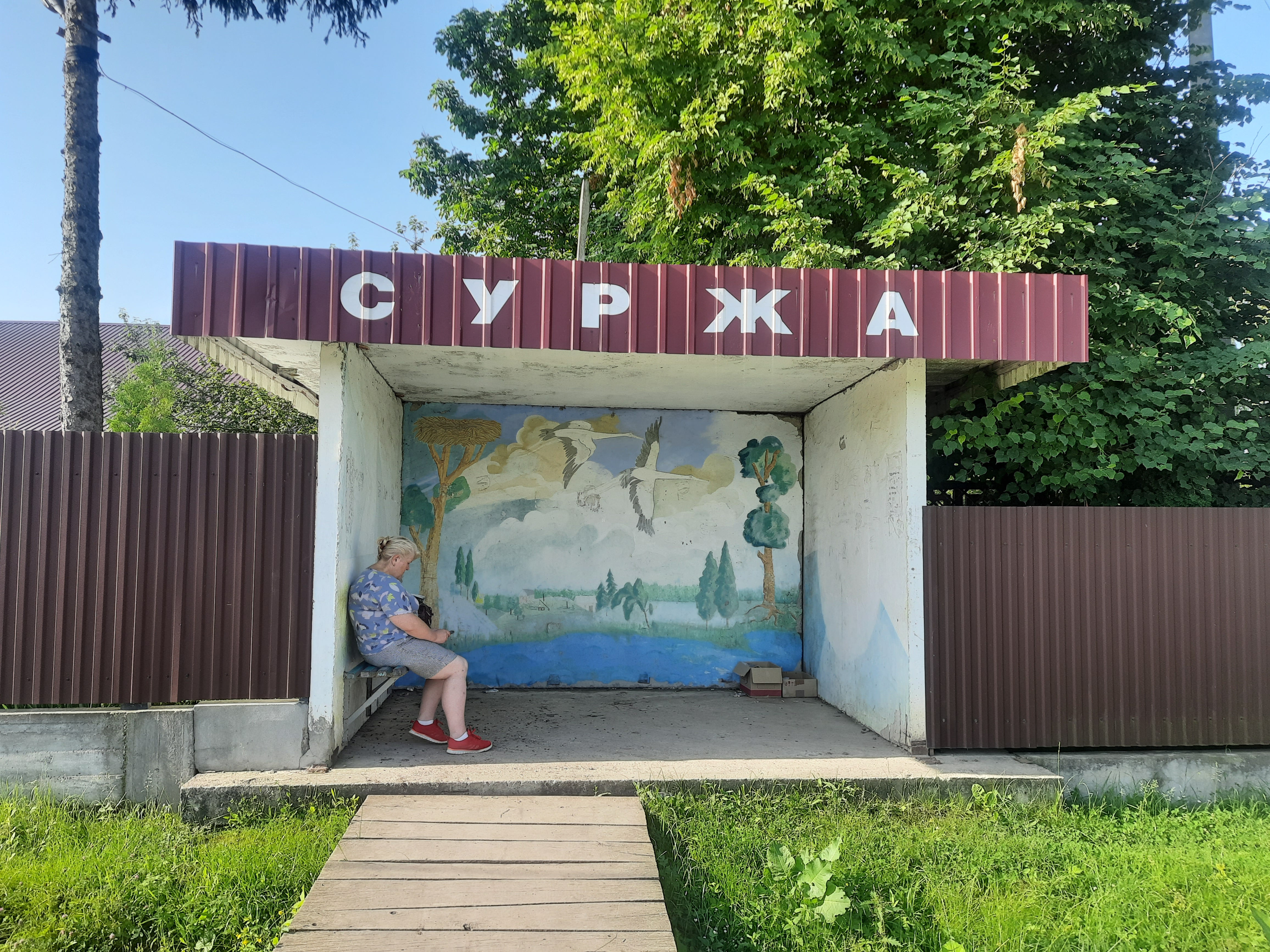
Автобусна зупинка